# Oleksandriwka (Dnipro, Sloboschanske)
Oleksandriwka (ukrainisch Олександрівка; russisch Александровка Alexandrowka) ist ein Dorf im Rajon Dnipro der zentralukrainischen Oblast Dnipropetrowsk mit 2700 Einwohnern (2023).

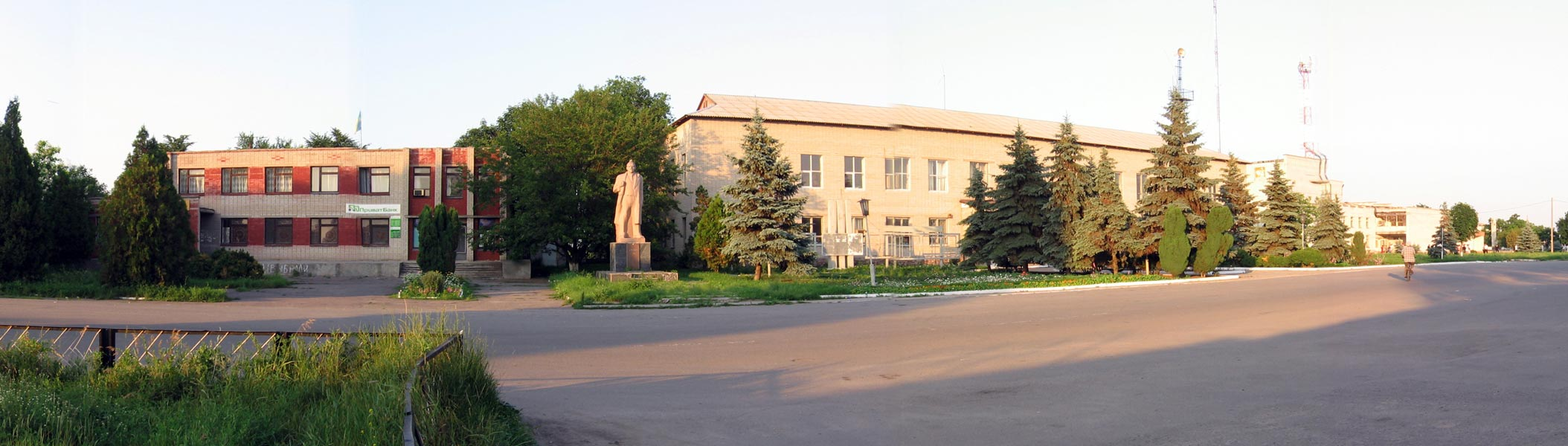
Dorfzentrum

Das Dorf wurde 1861 als deutsche Kolonie Billersfeld gegründet und hatte im Jahr 1886 379 Einwohner. 1926 erhielt das Dorf seinen heutigen Namen. Die deutschsprachigen Bewohner wurden 1940 ausgesiedelt bzw. nach 1941 nach Sibirien verschleppt.
Oleksandriwka grenzt im Südwesten an Dnipro und liegt auf dem linken Ufer der Samara die hier in den Dnipro-Stausee  (ukrainisch Дніпровське водосховище), einen Teil des zum Kamjansker Stausee angestauten Dnepr mündet. Am Dorf entlang verläuft die Territorialstraße T–04–02.
Am 12. Juni 2020 wurde das Dorf ein Teil der Siedlungsgemeinde Sloboschanske, bis dahin bildete es zusammen mit dem Dorf Wassyliwka (Василівка) die gleichnamige Landratsgemeinde Oleksandriwka (Олександрівська сільська рада/Oleksandriwska silska rada) im Osten des Rajons Dnipro.